# Chantier naval Avondale
Le chantier naval Avondale est un important site de construction navale, situé à Avondale, en Louisiane (États-Unis), sur la rive droite du Mississippi, en amont de La Nouvelle-Orléans et dans son agglomération.
Fondé en 1938, le chantier naval Avondale a longtemps été détenu par la firme Ogden Corporation. Depuis 2001, il est exploité par Northrop Grumman Corporation.

## Les origines
En 1938, fut fondée la société Avondale Marine Ways, Inc., qui débuta ses activités par la construction de bateaux et de barges destinés à la navigation sur le Mississippi. Le chantier était situé à Avondale, à une vingtaine de kilomètres en amont de La Nouvelle-Orléans, sur la rive ouest du Mississippi. En 1941, l'entreprise n'employait que 200 travailleurs. Les chantiers navals obtenaient alors difficilement des métaux et des matériaux s'ils ne travaillaient pas pour l'État et le chantier d'Avondale réussit à décrocher auprès de la « United States Maritime Commission » une première commande de quatre remorqueurs, suivie par d'autres pour des cargos destinés au cabotage, des pétroliers et d'autres bâtiments pour la navigation côtière, ce qui entraîna une première expansion du chantier.
Après la Seconde Guerre mondiale, Avondale tira profit de l'expansion de l'industrie pétrolière en Louisiane pour construire des barges pour le forage pétrolier et d'autres bateaux nécessaires aux recherches et à l'exploitation pétrolière dans la région. L'essor du trafic fluvial permit également au chantier Avondale de développer ses activités de réparation navale.

## L'expansion
En 1959, Avondale Marine Ways fut acquis par une firme de New York, Ogden Corporation, et changea son nom l'année suivante en Avondale Shipyards, Inc. La filiale d'Ogden Corporation entra bientôt sur le marché lucratif des commandes de l'US Navy à laquelle elle fournit 27 escorteurs de destroyers et de nombreux navires auxiliaires au cours des 25 années suivantes. Avondale lança également des navires civils, comme des remorqueurs ou des bateaux à aubes devant servir de casinos flottants.
Durant les années 1960 et 1970, Avondale modernisa ses équipements pour rester à l'avant-garde de la technologie, tant pour la construction que pour la réparation navale. Une des spécialités du chantier était alors la jumboïsation, technique consistant à couper un navire en deux, puis à insérer une nouvelle section entre les deux extrémités pour l'allonger.

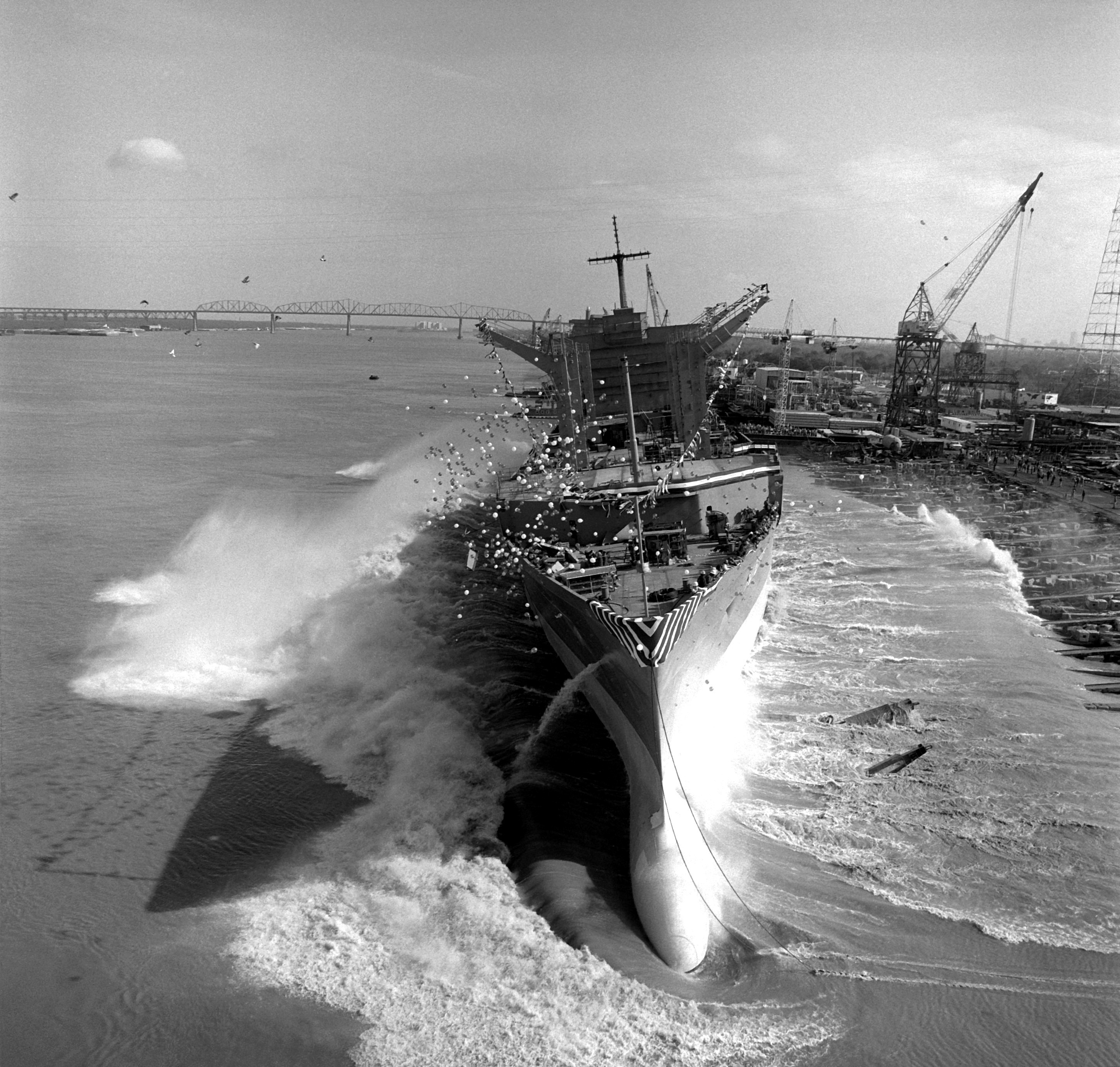
Lancement du navire auxiliaire USS Platte (AO-186) en janvier 1982

En 1981, Avondale Shipyards conclut un accord de transfert de technologie avec un des principaux constructeurs de navires japonais, Ishikawajima-Harima Heavy Industries (IHI). Il s'agissait pour Avondale d'acquérir la technologie de la construction modulaire dans laquelle IHI était passé maître. Un navire est décomposé en un certain nombre de modules fabriqués séparément, dans des ateliers différents, et ensuite assemblés. Cette technologie exige un niveau très élevé de compétence dans la planification, la logistique et l'ingénierie pour réaliser un assemblage précis des divers modules. Il fallut cinq ans à Avondale pour maîtriser la construction modulaire, ce qui lui donna un avantage substantiel sur ses concurrents américains, en raison de la qualité des navires ainsi construits et de l'économie réalisée sur le coût de la fabrication.
Au cours des années 1980, Avondale réalisa de très importants investissements pour améliorer la capacité de ses équipements de levage et aménager deux cales sèches (275 x 67 m et 215 x 36 m).
Avondale Shipyards utilisa également la construction modulaire pour des projets industriels comme une centrale hydroélectrique, des usines de traitement des déchets, des compresseurs et des pompes pour l'industrie pétrolière, des unités de traitement du pétrole sous-marines et même un centre pénitentiaire flottant de 800 places pour la ville de New York.

## Avondale depuis 1990
En 1990, Avondale Shipyards, qui employait 8 500 salariés, entra dans une période plus difficile en raison de la réduction des dépenses militaires, alors que plus de 80 % de son chiffre d'affaires dépendaient des contrats avec l'US Navy. L'entreprise tenta de profiter du bas niveau du dollar pour commercialiser ses navires en Europe et chercha des débouchés dans des secteurs non maritimes comme le secteur pétrolier, mais avec des résultats mitigés.
Dans les années 1990, Avondale bénéficia d'aides fédérales destinées à moderniser les chantiers navals américains, pour qu'ils restent compétitifs. Le chantier put alors construire les premiers navires à double coque américains, quatre chimiquiers, dont le premier fut terminé en 1996. Avondale obtint également de nouvelles commandes de l'US Navy : les Landing Platform Dock de classe San Antonio, des chasseurs de mines côtiers, etc.

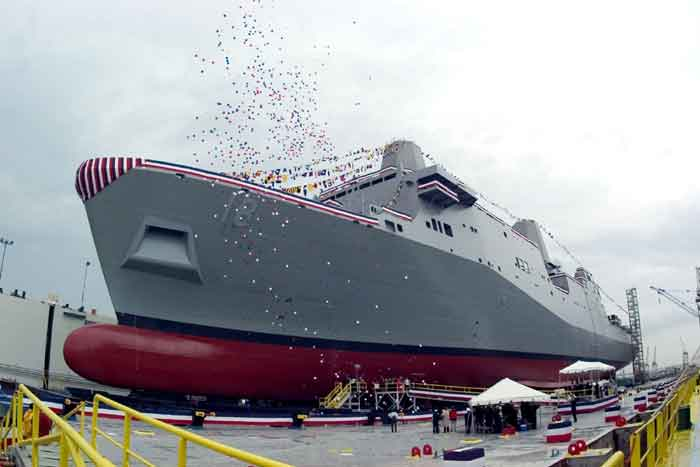
Baptême de l'USS New Orleans de classe San Antonio à Avondale (20 novembre 2004)

Avondale se rapprocha alors de son concurrent Ingalls Shipbuilding pour décrocher conjointement des commandes de navires de commerce. Après avoir annoncé, en 1999, une fusion avec Newport News Shipbuilding, Avondale accepta peu après une offre beaucoup plus intéressante de Litton Industries, propriétaire du chantier d'Ingalls, situé à Pascagoula, dans le Mississippi. Cette fusion permit de résoudre un autre problème auquel était confronté Avondale Shipyards, le vote contesté devant les tribunaux des ouvriers d'Avondale, en 1993, en faveur de leur adhésion au syndicat des métaux de La Nouvelle-Orléans. Les ouvriers d'Ingalls étant eux-mêmes déjà syndiqués, la fusion permit à ceux d'Avondale de l'être également.
En 2001, Northrop Grumman fit l'acquisition de Litton Industries et intégra ses deux chantiers d'Ingalls et d'Avondale. Le site d'Avondale a été renommé « Avondale Operations » de Northrop Grumman Ship Systems. En 2005, le chantier naval d'Avondale employait 7 400 personnes, et environ 6 000 en 2007, ce qui en faisait le premier site industriel de Louisiane. En janvier 2008, la Northrop Grumman Corporation a réorganisé son secteur de construction navale. Les chantiers d'Avondale et de Pascagoula, formant le « Ship System » sur le golfe du Mexique, et celui de Newport News, appelé jusque-là Newport News Shipbuilding, ont été regroupés dans un « secteur » unique, nommé Northrop Grumman Shipbuilding. Cette réorganisation a pris effet le 28 janvier 2008.
Le 13 juillet 2010, Northrop Grumman annonce la fermeture du chantier naval en 2013, après l'achèvement de deux navires de type LPD. Cette décision, qui menace directement les 5 000 travailleurs du site, est un nouveau coup dur pour l'économie locale déjà durement frappée par l'ouragan Katrina en 2005 et la marée noire provoquée par l'explosion de la plate-forme pétrolière Deepwater Horizon en 2010.
L'USS Somerset fut le dernier navire à quitter le chantier d'Avondale, le 3 février 2014, mettant fin à l'activité de construction navale sur le site.

## Sources
- (en) Chris Price, « Avondale shipyard awaits word on construction location of $100M ship », New Orleans City Business, 7 juin 2004.
- (en) Richard R. Burgess, « NGSS's Dur: 'We Are One Shipyard' », Sea Power, mai 2005.
- (en) Avondale is a Union Yard
- (en) Chantier naval Avondale sur GlobalSecurity
- (en) American Shipbuilding Association